# Oldemburgo (distrito)
Oldemburgo (em alemão Oldenburg) é um distrito (kreis ou landkreis) da Alemanha localizado no estado de Baixa Saxônia.

## Cidades e municípios
| | |
| Cidades                                                                                                | Samtgemeinde |
| 1. Wildeshausen Municípios 1. Dötlingen 2. Ganderkesee 3. Großenkneten 4. Hatten 5. Hude 6. Wardenburg | - Harpstedt 1. Beckeln 2. Colnrade 3. Dünsen 4. Groß Ippener 5. Harpstedt (sede) 6. Kirchseelte 7. Prinzhöfte 8. Winkelsett |